# Bách khoa toàn thư Kwangmyong
Bách khoa toàn thư Kwangmyong (tiếng Triều Tiên: 광명백과사전) là bộ bách khoa toàn thư gồm 20 tập được xuất bản ở Bắc Triều Tiên. Sách bao gồm hơn 58.000 mục từ và 9.000 ảnh chụp, tranh vẽ và bản đồ.

## Lịch sử
Công việc chuẩn bị cho bộ bách khoa toàn thư này bắt đầu vào năm 2004. Bộ bách khoa toàn thư được xuất bản từ năm 2006 và hoàn thành vào năm 2013.

## Nội dung
Nội dung toàn sách như sau:
Quyển 1. Lịch sử Triều Tiên
Quyển 2. Lịch sử Thế giới
Quyển 3. Chính trị/Pháp luật
Quyển 4. Triết học
Quyển 5. Kinh tế
Quyển 6. Văn học/Nghệ thuật
Quyển 7. Giáo dục/Ngôn ngữ/Xuất bản/Truyền thanh
Quyển 8. Địa lý Triều tiên
Quyển 9. Địa lý thế giới
Quyển 10. Toán học
Quyển 11. Vật lý
Quyển 12. Hóa học
Quyển 13. Khoa học đời sống
Quyển 14. Thiên văn học/Môi trường
Quyển 15. Thông tin/Hàng không/Công nghệ nano
Quyển 16. Khai mỏ/Kim loại/Máy móc/Điện tử
Quyển 17. Kỹ thuật hóa học/Công nghiệp nhẹ/Xây dựng/Giao thông/Bưu chính
Quyển 18. Nông nghiệp/Lâm nghiệp/Ngư nghiệp
Quyển 19. Cơ thể người/Y tế
Quyển 20. Giáo dục thể chất